# Conophyma semenovi
Conophyma semenovi är en insektsart som beskrevs av Zubovski 1898. Conophyma semenovi ingår i släktet Conophyma och familjen Dericorythidae.

## Underarter
Arten delas in i följande underarter:
- C. s. vestitum
- C. s. semenovi